# 艾璞
艾璞（1454年—1514年），字德潤，號東湖，江西南昌府南昌縣人，軍籍，明朝政治人物，成化辛丑進士，弘治初，以部郎出使朝鮮。官至應天巡撫。

## 生平
江西鄉試第十四名。成化十七年（1481年）辛丑科進士。授工部都水司主事。成化二十二年（1486年）調兵部武選司。弘治元年（1488年）陞職方司郎中。弘治五年（1492年），以冊東宮，充朝鮮國正使，賜麒麟服以行。累官通政司右通政、提督誊黄，十七年三月升光禄寺卿，詔求直言，艾璞上陳修德六事，皆人所難言。勳戚與民爭田，勘實，悉歸之民。十八年七月升都察院右副都御史、巡抚苏松等处总理粮储，平崇明海盗施天常之乱，三年被裁革，坐忤劉瑾逮獄，戍嶺海。劉瑾伏誅，復官致仕，正德九年（1514年）七月卒，年六十一。

## 著作
所著有《奏稿》十卷、《南野詩稿》二卷。

## 家族
曾祖艾志文；祖父艾曄，正科；父艾存仁，母李氏；繼母胡氏。重庆下。弟艾璧。